# Вейкфілд (Пенсільванія)
Вейкфілд (англ. Wakefield) — переписна місцевість (CDP) в США, в окрузі Ланкастер штату Пенсільванія. Населення — 634 особи (2020).

## Географія
Вейкфілд розташований за координатами 39°46′37″ пн. ш. 76°11′2″ зх. д. / 39.77694° пн. ш. 76.18389° зх. д. (39.777023, -76.183891).  За даними Бюро перепису населення США в 2010 році переписна місцевість мала площу 4,44 км², з яких 4,41 км² — суходіл та 0,02 км² — водойми.

## Демографія
Згідно з переписом 2010 року, у переписній місцевості мешкало 609 осіб у 216 домогосподарствах у складі 162 родин. Густота населення становила 137 осіб/км².  Було 228 помешкань (51/км²).
Расовий склад населення:
| - 95,9 % — білих - 1,3 % — чорних або афроамериканців - 0,2 % — корінних американців - 0,2 % — азіатів |

До двох чи більше рас належало 2,1 %. Частка іспаномовних становила 4,6 % від усіх жителів.
За віковим діапазоном населення розподілялося таким чином: 25,6 % — особи молодші 18 років, 62,1 % — особи у віці 18—64 років, 12,3 % — особи у віці 65 років та старші. Медіана віку мешканця становила 37,4 року. На 100 осіб жіночої статі у переписній місцевості припадало 103,0 чоловіків;  на 100 жінок у віці від 18 років та старших — 104,1 чоловіків також старших 18 років.
Середній дохід на одне домашнє господарство  становив 57 501 долар США (медіана — 60 132), а середній дохід на одну сім'ю — 67 788 доларів (медіана — 64 750). За межею бідності перебувало 5,7 % осіб, у тому числі 5,0 % дітей у віці до 18 років та 0,0 % осіб у віці 65 років та старших.
Цивільне працевлаштоване населення становило 263 особи. Основні галузі зайнятості: виробництво — 29,7 %, будівництво — 23,6 %, освіта, охорона здоров'я та соціальна допомога — 19,0 %.